# Nederlandse periodieken over boeken en de grafische wereld
Nederlandse Periodieken over boeken en de grafische wereld zijn in 1839 begonnen met de uitgave Jaarboekje voor den Boekhandel, hetgeen tot 1843 zou verschijnen.
Hieronder een lijst van de sinds 1839 verschenen periodieken over het boek, literatuur, uitgeven en de grafische wereld daaromheen.

## Alfabetische bibliografie
- 't Ambachthuys (boekbinden) vanaf 1978
- De Antiquaar (tijdschrift Nederlandse antiquaren) 1969-1974
- Bibliografische Adversaria (voor boekenverzamelaars en bibliografen) 1873-1894
- Biblion (voor handelaren in oude boeken en prenten) 1940-1941
- De Bibliothecaris 1912-1915
- Bibliotheekgids 1922-1984
- Bibliotheekleven 1916-1968
- Het Boek 1912-1966
- Boek en Grafiek (tijdschrift voor Exlibriskunde e.d.) sedert 1946
- Boek en Kunst (boek- en bibliotheekwezen) 1904-1905
- De Boekband 1896-1897
- De Boekbinder sedert 1982
- Boekblad (nieuwsblad voor het boekenvak) sedert 1980
- Boekcier (orgaan Nederlandse Exlibriskring) 1932-1940 = 1946-1963
- Boekdrukkers-Nieuwsblad 1874-1878
- Boekenbeeld (Christelijk lektuurcentrum)1969-1974
- Boekenpost (tweemaandelijks tijdschrift voor liefhebbers van boeken etc.) vanaf 1992
- Boekenschouw (geïllustreerd letterkundig maandschrift) 1906 - 1942
- De Boekenwereld (tijdschrift voor boekenliefhebbers) vanaf 1984
- De Boekverkoper 1924-1983
- De Boekzaal (bibliografisch tijdschrift) 1907-1912
- Boekzaal der geheele Wereld (maandschrift voor bibliografie) 1925 - 1932
- De Brakke Hond (letterkundig maandblad) vanaf 1983
- Brinkman's Cumulatieve Catalogus van Boeken 1858-2001 (jaarlijks verschijnend naslagwerk)
- Bulletin, Drukwerk in de Marge sedert 1975
- Criterium (literair tijdschrift) 1940-1942 en 1945-1948
- De Debitant 1919-1924
- Het Drukkers Jaarboek 1906-1911
- Drukkersweekblad en Autolijn 1952-1968
- Drukkersweekblad (kerstnummers) 1947-1951
- Forum (literair tijdschrift) 1932-1935
- De Gemeenschap (literair tijdschrift) 1925-1941
- Grafisch Nieuws 1971-1985
- Grafisch Tijdschrift 1916-1924
- Grafisch Tijdschrift voor Nederlandsch Indië 1924-1935
- Grafische Mededelingen 1939-1962
- Grafische Revue 1921-1932
- Graphicus 1904-1909
- Grafische Kunstbode 1915-1917
- De Gulden Passer (voor Antwerpse bibliofielen) vanaf 1923
- Den Gulden Winckel (voor boekenvrienden in groot Nederland) 1902-1942
- Halcyon (tijdschrift voor boek- druk- en prentkunst) 1940-1942
- Hollands Maandblad (literair tijdschrift) vanaf 1959
- Hollandsche Spectator (literair tijdschrift)
- Jaarboekje voor den Boekhandel 1839-1843
- Jaarboek voor Nederlandse Boekgeschiedenis vanaf 1994
- Jaarlijksche Boekenschouw (Nederlands Boekhuis) 1919 - 1934
- Kladblok (literair tijdschrift) vanaf 2001
- De Kolporteur (belangen van de boekhandel) 1868-1877
- Laurens Coster (boekdrukkunst) 1858-1867
- De Librye (curiosa) 1887-1889
- De Litteraire Gids (literair tijdschrift) 1926 -1940
- Het Maandblad voor de Typografie en aanverwante vakken 1910-1918
- Maatstaf (literair tijdschrift) 1953-1999
- De Navorscher (letterkundig tijdschrift) 1851-1960
- De Nederlandsche Boekdrukker 1897-1898
- De Nederlandsche Spectator (algemeen kunsttijdschrift) 1860-1908
- Het Nederlandse Antiquariaat 1948-1965
- Het Nederlandsche Boek (jaarboek over uitgegeven boeken)1924-1940
- Neerlands Drukkunst en Boekhandel 1898-1899
- De Nieuwe Gids (literair tijdschrift) vanaf 1885
- De Nieuwe Ploeg (boekennieuws van de Wereldbibliotheek) 1945- 1977
- Nieuwsblad voor den Boekhandel 1834-1980
- Ons Erfdeel (cultureel tijdschrift) vanaf 1957
- Ons Vakblad (boekdrukkunst) 1909-1913
- Ons Vakblad (Christelijke grafische bedrijfsbond) 1955-1965
- Open (vaktijdschrift voor bibliothecarissen etc.) vanaf 1969
- Optima (cahier voor literatuur en boekwezen) vanaf 1983
- De Portefeuille (letterkundig weekblad) 1879-1894
- Quaerendo (Engelstalig over boekwetenschap) vanaf 1971
- De Revisor (literair tijdschrift) vanaf 1974
- Rondom het boek 1935 - 1936
- Rosa (digitaal literair tijdschrift) vanaf 2002
- De Rotterdamsche Librye (letterkunde) 1890-1892
- De Tampon (voor leerlingen v.d. Vakschool voor Typografie) 1920-1961
- Tété (technisch tijdschrift voor het Grafisch Bedrijf) 1943-1970
- Tijdschrift voor het Boek- en Bibliotheekwezen 1903-1911
- Typografische mededeelingen van de Lettergieterij Amsterdam voorheen N. Tetterode 1905-1934
- Uitgelezen Boeken (katern voor boekverkopers en boekkopers) vanaf 1981
- De Uitgever (Nederlandsche uitgeversbond) 1918-1976
- Het Vakblad (wetenswaardigheden over boeken) 1903-1905
- Vivat's aankondiger voor den Boekhandel 1899- 1904
- De Vrije Bladen(maandschrift voor kunst en letteren) 1924-1953
- Weekblad voor de Grafische Vakken 1915-1919
- Wekelijksche aankondiger voor de Grafische Vakken 1899-1915
- Wendingen 1918-1931
- De Witte Mier (maandschrift voor de vrienden van het boek) 1912-1914 & 1924-1926